# Lago di Resia

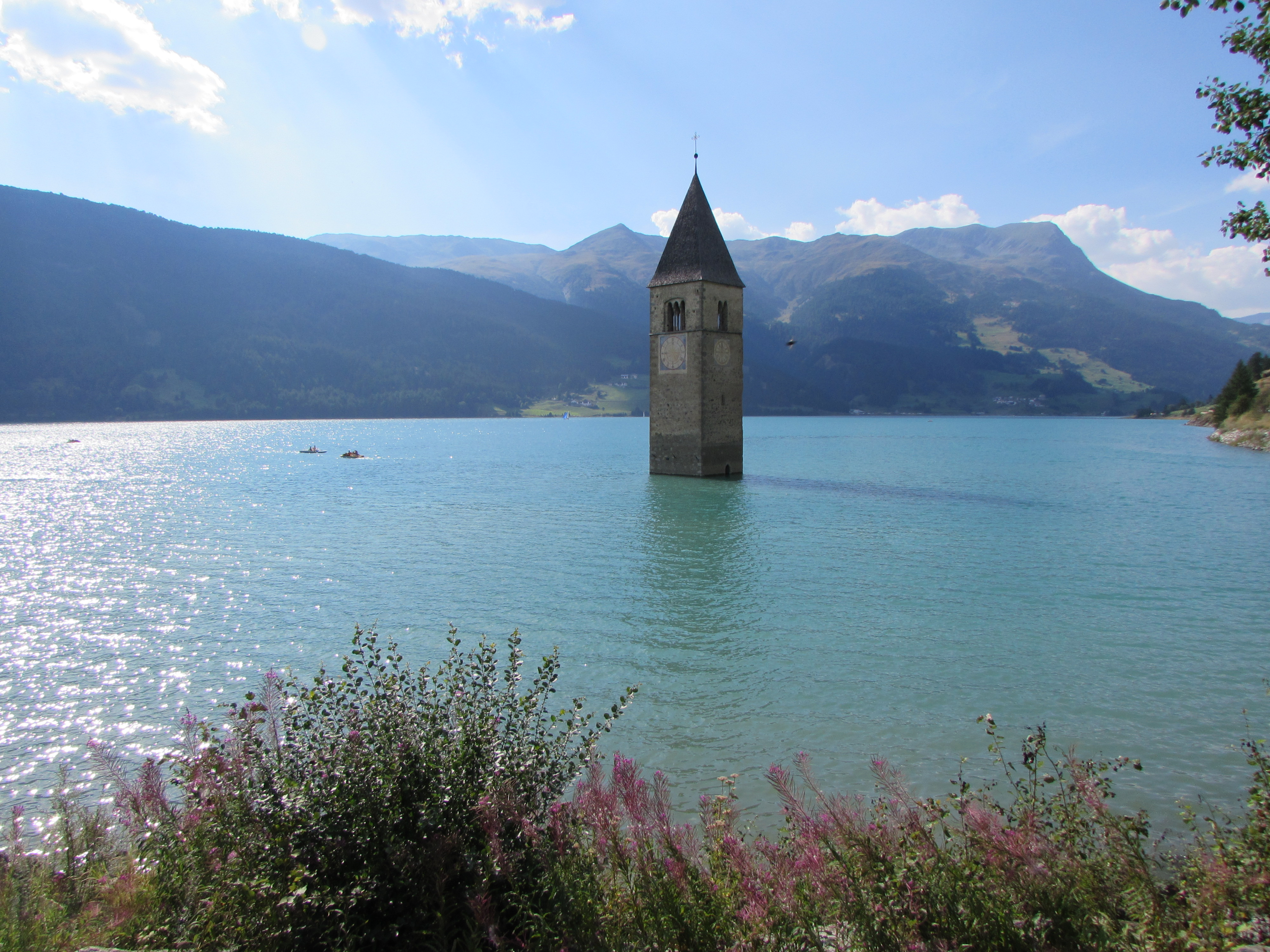
Panorama jeziora z zatopioną wieżą kościoła w starym Graun in Vinschgau

Lago di Resia (niem. Reschensee, pol. jezioro Resia lub jezioro Reschen) – zbiornik zaporowy w Tyrolu Południowym (Prowincja Bolzano), w gminie Curon Venosta we Włoszech, powstały w latach 1948–1950 przez przegrodzenie zaporą źródłowego toku Adygi. Przy objętości ok. 120 mln m³ jest największym zbiornikiem wodnym tego regionu. Jego lustro wody leży na maksymalnej wysokości 1497 m n.p.m., a północny kraniec znajduje się ok. 2 km na południe od granicy włosko-austriackiej.
Pierwotnie w dolinie Val Venosta znajdowały się tu trzy jeziora naturalne: Lago di Resia (niem. Reschensee), Lago di Curon zwane również Lago di Mezzo (niem. Mittersee, również Grauner See) oraz Lago di San Valentino alla Muta.
Najwyżej z nich położone dawne Lago di Resia miało długość z północy na południe 2,8 km, szerokość maksymalną 630 m (średnią 350 m) i powierzchnię 0,91 km². Średnia głębokość wynosiła 8 m, maksymalna 22,5 m. Powierzchnia lustra wody znajdowała się na wysokości 1475 m n.p.m. Wody jeziora obfitowały w ryby. Droga w kierunku przełęczy Resia biegła wzdłuż wschodniego brzegu jeziora.
W 1949 r., poprzez budowę zapory ziemnej, w miejscu dwóch wcześniej istniejących jezior Resia i Mezzo, uzyskano nowy zbiornik Resia w najwyższej części val Venosta (Górna Adyga). Przy maksymalnym poziomie piętrzenia długość obecnego jeziora Resia wynosi 7,5 km, szerokość do 1,3 km, powierzchnia 6,5 km², jezioro gromadzi 116–120 mln m³ wody.
Utworzenie jeziora Resia wymagało zalania 523 hektarów ziemi uprawnej (głównie sady owocowe), rozebrania 163 wysokiej klasy, zabytkowych domów tyrolskich w wioskach Graun im Vinschgau (Curon Venosta) i Reschen (Resia) oraz kościoła z XIV wieku w Graun in Vinschgau. Pozostawiona jako pamiątka z wód jeziora wyłania się XIV-wieczna dzwonnica kościoła św. Anny w starym centrum Graun im Vinschgau. Tylko część mieszkańców zdecydowała się osiedlić na brzegu nowego jeziora – większość, pozbawiona ziemi i pracy wyprowadziła się z tego regionu.
Okolica jeziora jest piękna i dobrze zagospodarowana turystycznie. Szczególnie okazale znad północnego brzegu jeziora, w jego osi na południu prezentuje się wysoki, pokryty śnieżno-lodową czapą szczyt Ortler (3905 m n.p.m.) – do 1919 r. najwyższy szczyt monarchii Habsburgów.